# Oude Aa (Noord-Brabant)
De Oude Aa is een beek die samen met de Kaweise Loop de Bakelse Aa vormt. Ze behoort tot het stroomgebied van de Aa. De beek is gekanaliseerd. De beek moet niet worden verward met een aantal andere watertjes van die naam, die afgesneden takken van de Aa zijn.
De Oude Aa ontspringt in de landbouwontginning De Snoerts, ten westen van de Deurnese Peel, op het grondgebied van de gemeente Deurne. Ze stroomt dan ten zuiden van de kom van Deurne, door en langs het natuurgebied Galgenberg en neemt daar ook de Vreekwijkse Loop in zich op. Vervolgens loopt de beek langs Vlierden, en een stukje langs de spoorlijn die Helmond met Venlo verbindt. Daarbij stroomt het tussen en langs de bosgebieden Brouwhuisse Heide en Zandbos door. Vervolgens buigt de beek in een meer noordwestelijke richting en komt, ten oosten van de Helmondse wijk Rijpelberg, samen met de Kaweise Loop. Gezamenlijk gaat het dan verder als Bakelse Aa.
De Oude Aa is over enkele kilometer een grensbeek tussen de gemeenten Helmond en Deurne, maar ze ligt het grootste deel van zijn loop in de gemeente Deurne. Vroeger vormde de Oude Aa ook de oostgrens van de in 1926 opgeheven gemeente Vlierden.